# Fabio De Masi
Pour les articles homonymes, voir Masi.
Fabio De Masi (né le 7 mars 1980 à Groß-Gerau) est un homme politique italo-allemand, membre de Die Linke, puis de BSW.

## Biographie
Son grand-père appartient à la résistance italienne au fascisme.
Il est élu député européen le 25 mai 2014 mais démissionne de ce mandat le 23 octobre 2017, à la suite de son élection au Bundestag lors des élections fédérales. Il est vice-président du groupe Die Linke du Bundestag de 2017 à 2021.
Il est un spécialiste des questions financières.
Il est désigné tête de liste, aux côtés de Thomas Geisel, du parti BSW pour les élections européennes de 2024.